# Traudl Bünger

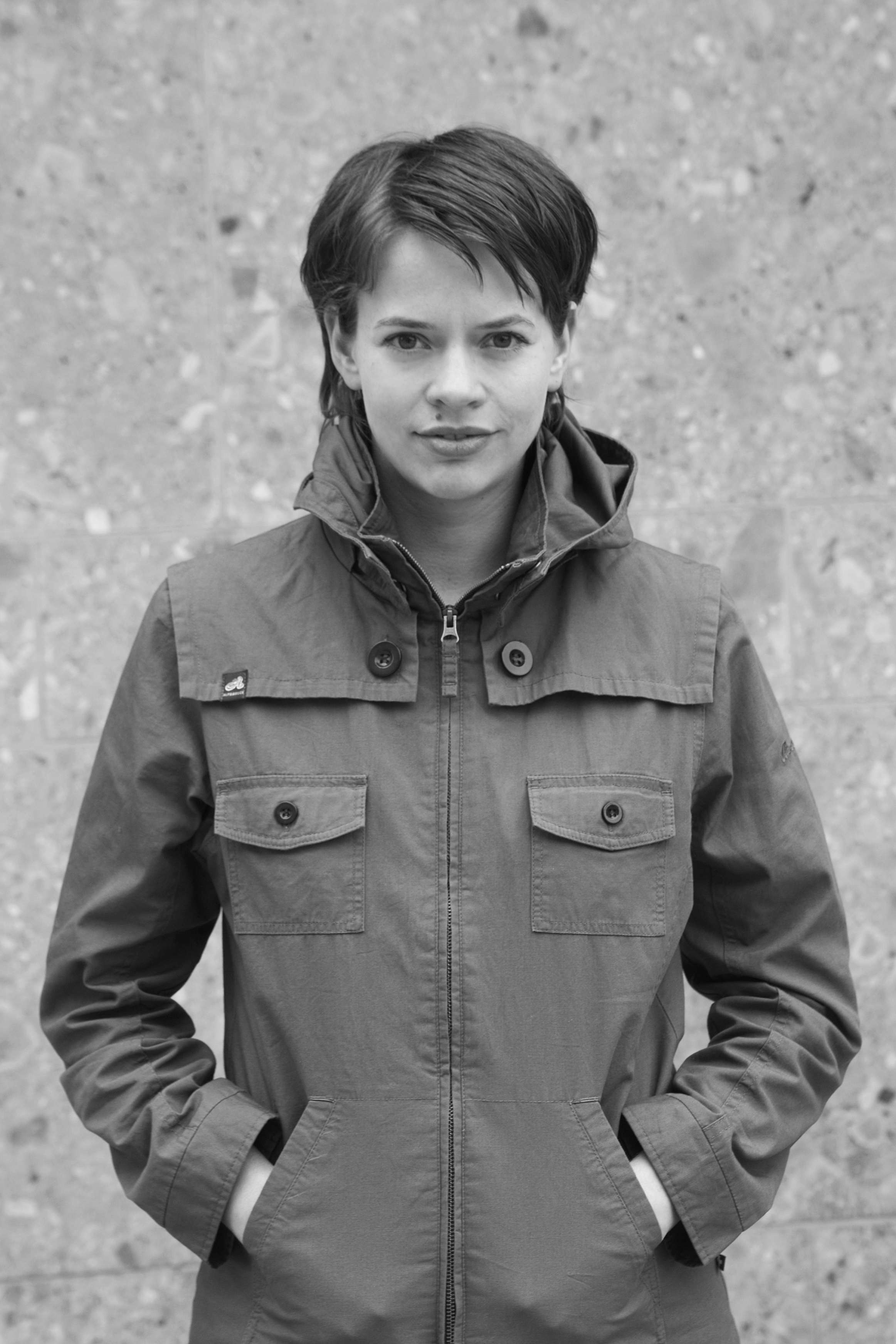
Traudl Bünger (2017)

Traudl Bünger (* 23. Mai 1975 in Siegburg) ist eine deutsche Autorin, Dramaturgin, Literaturkritikerin und Kulturvermittlerin.

## Leben
Nach dem Studium der Literaturwissenschaften und Mathematik an der Universität Köln promovierte Bünger über Narrative Computerspiele. Während ihrer Promotion arbeitete sie als Wissenschaftliche Hilfskraft an der Arbeitsstelle für Leseforschung und Kinder- und Jugendmedien der Universität Köln, u. a. in dem DFG-Projekt Lesesozialisation in der Mediengesellschaft. Anschließend absolvierte sie ein Volontariat im Lektorat der Verlages Kiepenheuer & Witsch und wechselte anschließend in die Programmredaktion des Literaturfestivals lit.Cologne, wo sie bis 2018 tätig war, zuletzt als Programmleitung. In dieser Position verantwortet sie auch die phil.Cologne und die lit.Ruhr, die sie 2017 mitbegründete. Bünger entwickelte spartenübergreifende Konzepte und Formate der Literatur- und Kulturvermittlung, u. a. den Debütantenpreis der lit.Cologne, eine Performance mit Alexander Kluge, die Text, Musik und Film collagiert, eine von der Kunststiftung NRW geförderte Ekphrasis zu der Retrospektive Otto Freundlich. Komischer Kommunismus des Museum Ludwig. Außerdem ist sie Dramaturgin für monothematische szenische Lesungen mit Sprechern wie Corinna Harfouch, Senta Berger, Matthias Brandt und Annette Frier und Herausgeberin einer Hörbuch-Edition bei Random House Audio. 
Das von ihr gemeinsam mit Roger Willemsen verfasste Programm Ich gebe Ihnen mein Ehrenwort wurde von Willemsen gemeinsam mit Dieter Hildebrandt auf die Bühne gebracht und im deutschsprachigen Raum mehr als 80 mal gespielt, eine Publikation beim S. Fischer Verlag folgte 2007. Ihr literarisches Debüt Lieblingskinder erschien 2012 bei Kiepenheuer & Witsch. Im Jahr 2024 legte sie das Sachbuch Eisernes Schweigen und den gleichnamigen Podcast vor, für die sie in mehr als 20 Archiven recherchierte. Das Projekt wurde vom Fritz Bauer Institut unterstützt. 
Bünger verfasste außerdem Features für den WDR, schrieb gemeinsam mit Susan Elderkin und Ella Berthoud Die Romantherapie sowie Die Romantherapie für Kinder und verantwortet gemeinsam mit Jan Valk und Jonas Reuber die Ausgabe Mein Leben als Leser der Literaturzeitschrift sprachgebunden, die Interviews u. a. von Sven Regener, Karen Duve und Volker Schlöndorff versammelt.
Als Literaturkritikerin war sie für den WDR-Hörfunk tätig und stand außerdem als festes Mitglied im Kritikerteam des Literaturclubs (Schweizer Fernsehen) vor der Kamera. 2009 war sie Jury-Vorsitzende des deutschen Literaturpreises Hotlist. Seit 2014 ist sie Jurorin des Heinrich-Heine-Preises der Stadt Düsseldorf.
In der Lehre ist Bünger u. a. an der Friedrich-Wilhelms-Universität Bonn, an der Ruhr-Universität Bochum und an der Heinrich-Heine-Universität Düsseldorf tätig.

## Stipendien und Auszeichnungen
- 2003: Promotionsstipendium der Graduiertenförderung der Universität Köln
- 2010: Kölner Kulturpreis für das Kulturereignis des Jahres 2009 (für lit.Cologne)
- 2008: Artist in Residence der Villa Sträuli, Winterthur[16]
- 2012: Marketingpreis Germany at its best vom Wirtschaftsministerium NRW (für lit.Cologne)
- 2013: Kölner Kulturpreis für das Kulturereignis des Jahres 2012 (für lit.Cologne)
- 2014: Stipendium der Kunststiftung NRW für „Eine Delle ins Universum schlagen“ (unveröffentlicht)
- 2016: Kölner Kulturpreis für das Kulturereignis des Jahres 2015 (für lit.Cologne)
- 2023: Wellershoff-Stipendium für "Eisernes Schweigen"
- 2023: Stipendium der Kunststiftung NRW für "Eisernes Schweigen"
- 2024: Nominierung für den Prix Europea

## Publikationen

### Wissenschaftlerin
- Narrative Computerspiele. Struktur & Rezeption. Kopäd, München 2004.

### Autorin
- Ich bin nicht Karl May. Mit Götz Alsmann, Christian Brückner und Roger Willemsen, Tacheles, Bochum 2006.
- Ich gebe Ihnen mein Ehrenwort. Die Weltgeschichte der Lüge (gemeinsam mit Roger Willemsen). S. Fischer, Frankfurt 2007.
- Sie sind ein witziger Bold. Karl Valentin. Random House Audio, München 2007.
- Lieblingskinder. Roman. Kiepenheuer & Witsch, Köln 2012.
- Die Romantherapie (gemeinsam mit Ella Berthoud und Susan Elderkin), Insel, Berlin 2014.
- Franz Kafka. Mit Corinna Harfouch und Robert Gwisdek. Random House Audio, München 2016.
- The Queen of Crime. Agatha Christie. Mit Hannelore Hoger und Jürgen Tarrach, Random House Audio, München 2016.
- Die Romantherapie für Kinder (gemeinsam mit Ella Berthoud und Susan Elderkin), Insel, Berlin 2018.
- Eisernes Schweigen. Das Attentat meines Vaters. Eine deutsche Familiengeschichte. Roman. Kiepenheuer & Witsch, Köln 2024, ISBN 978-3-462004908.

### Herausgeberin
- Jan Josef Liefers und Axel Prahl lesen Mark Twain. Random House Audio, München 2011.
- Mein Leben als Leser. Sprachgebunden. Zeitschrift für Text & Bild. Köln: Edition Chimera. (gemeinsam mit Jan Valk und Jonas Reuber, gefördert vom Deutschen Literaturfonds) 2011.
- F. Scott Fitzgerald. Maria Schrader und Tom Schilling. Random House Audio, München 2016.

### Hörspiel
- Eisernes Schweigen. Über das Attentat meines Vaters. Hörspiel. WDR, Köln 2024.[17]